# 斑鰭擬鱗鮋
斑鰭擬鱗鲉（学名：Paracentropogon vespa）为輻鰭魚綱鮋形目鮋亞目真裸皮鲉科的其中一種，為熱帶海水魚，分布於澳洲海域，為特有種，棲息在礁石區，生活習性不明。